# Alerta en el cielo
 Alerta en el cielo  es una película española en clave de melodrama dirigida por Luis César Amadori y estrenada en el año 1961. 

## Argumento
Un niño está enfermo de leucemia y su mayor deseo es volar en un avión. En la cercana base norteamericana de aviación de Zaragoza conoce a un aviador que intenta hacer realidad su sueño. De paso, su colaboración será imprescindible para traer al niño un medicamento que detendrá el progreso de la enfermedad.